# Villotte
Villotte ist eine französische Gemeinde mit 119 Einwohnern (Stand: 1. Januar 2022) im Département Vosges in der Region Grand Est. Sie gehört zum Arrondissement Neufchâteau und zum Gemeindeverband Les Vosges côté Sud-Ouest. Die Bewohner werden Villottois und Villottoises genannt.

## Geografie

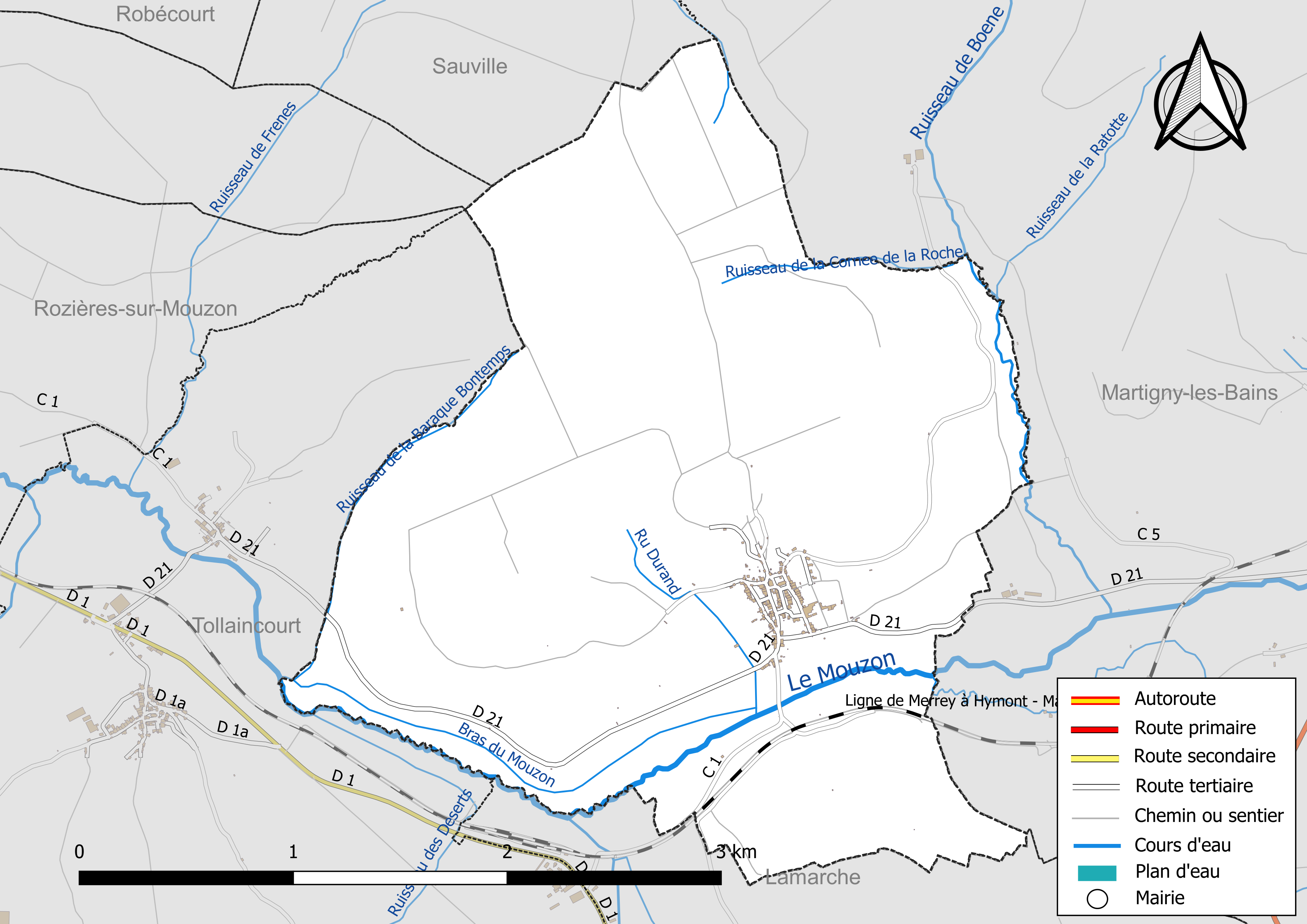
Gewässer und Verkehrswege der Gemeinde

Die Gemeinde Villotte liegt am Oberlauf des Flusses Mouzon, etwa 17 Kilometer südwestlich von Vittel und etwa 51 Kilometer westsüdwestlich von Épinal in den Monts Faucilles. Über die Hälfte der Fläche der Gemeinde ist von Wald bedeckt. Villotte liegt im Einzugsgebiet des Rheins und wird neben dem Mouzon vom Ruisseau de Boene, vom Fluss Ru Durand, vom Ruisseau de Frenes, vom Ruisseau de la Baraque Bontemps, vom Ruisseau de la Cornee de la Roche, vom Ruisseau de la Ratotte, vom Ruisseau des Deserts und vom Ruisseau Thu entwässert. Nachbargemeinden von Villotte sind Martigny-les-Bains im Norden und Nordosten, Lamarche im Süden, Tollaincourt im Südwesten und Westen sowie Blevaincourt und Sauville im Nordwesten.

## Geschichte
Die Gemeinde existiert in ihrer heutigen Form seit 1793. Die Dorfkirche stammt aus dem Jahr 1731, war aber bald zu klein für die Bevölkerung. Sie wurde 1848 vergrößert und auch danach noch mehrmals renoviert. Bekannt ist die Kirche ihrer Glasfenster wegen. Die ersten Glasfenster wurden 1897 installiert – mit den Motiven Muttergottes von Lourdes und Unsere Liebe Frau vom Rosenkranz. Andere Fenster symbolisieren den Tod zweier Priester des Dorfes.

### Bevölkerungsentwicklung
| Jahr      | 1962 | 1968 | 1975 | 1982 | 1990 | 1999 | 2011 | 2022 |
| Einwohner | 234  | 223  | 208  | 205  | 169  | 168  | 159  | 119  |

Im Jahr 1836 wurde mit 687 Bewohnern die bisher höchste Einwohnerzahl ermittelt. Die Zahlen basieren auf den Daten von cassini.ehess und INSEE.

## Sehenswürdigkeiten
- Kirche Notre-Dame-de-l’Assomption (Mariä Himmelfahrt) mit sehenswerten Glasfenstern, im 18. Jahrhundert teilweise neu gebaut
- Zwei Lavoirs (ehemalige Waschhäuser) in der Rue du Puits Delorme

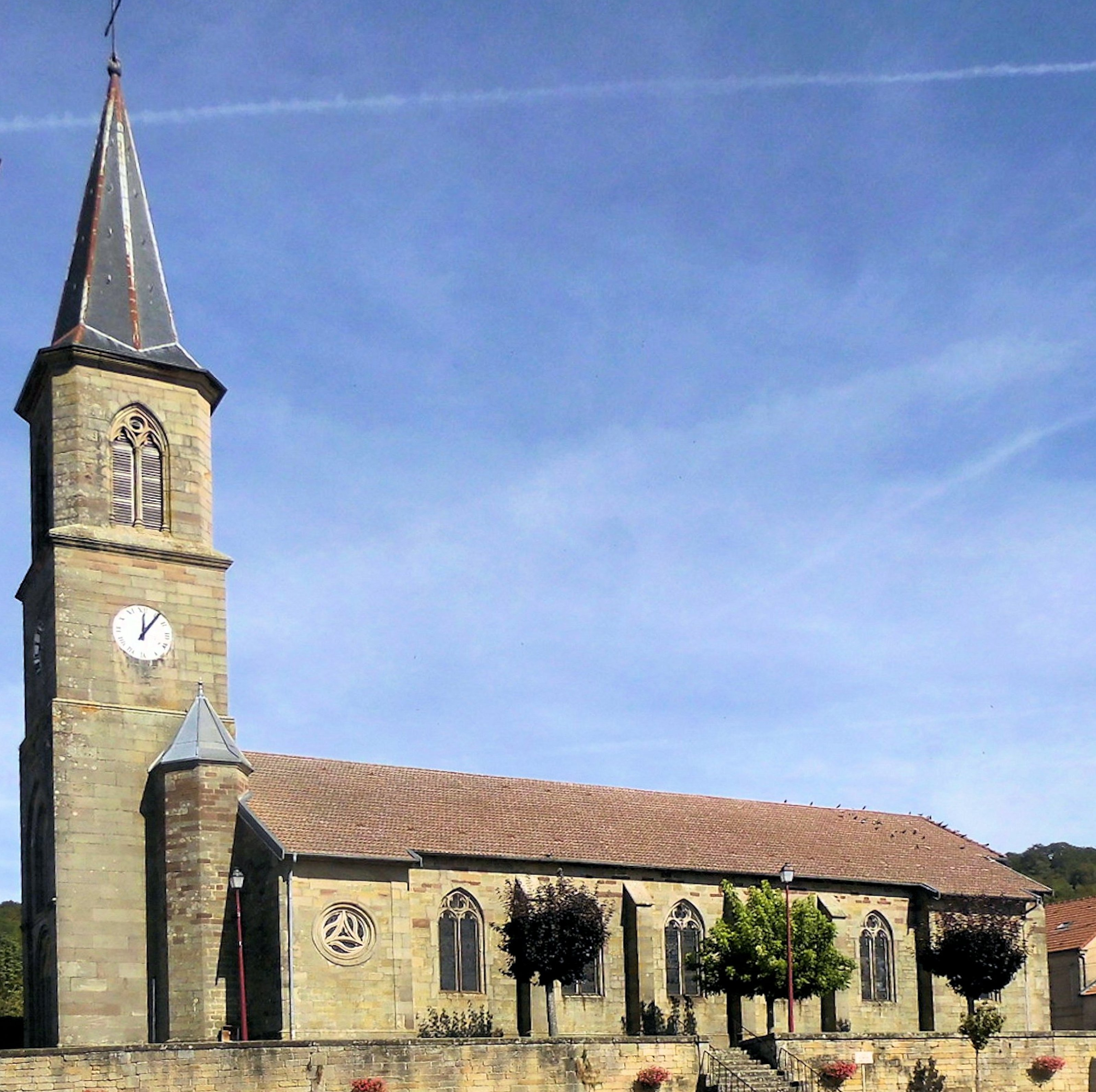
Kirche Notre-Dame-de-l’Assomption
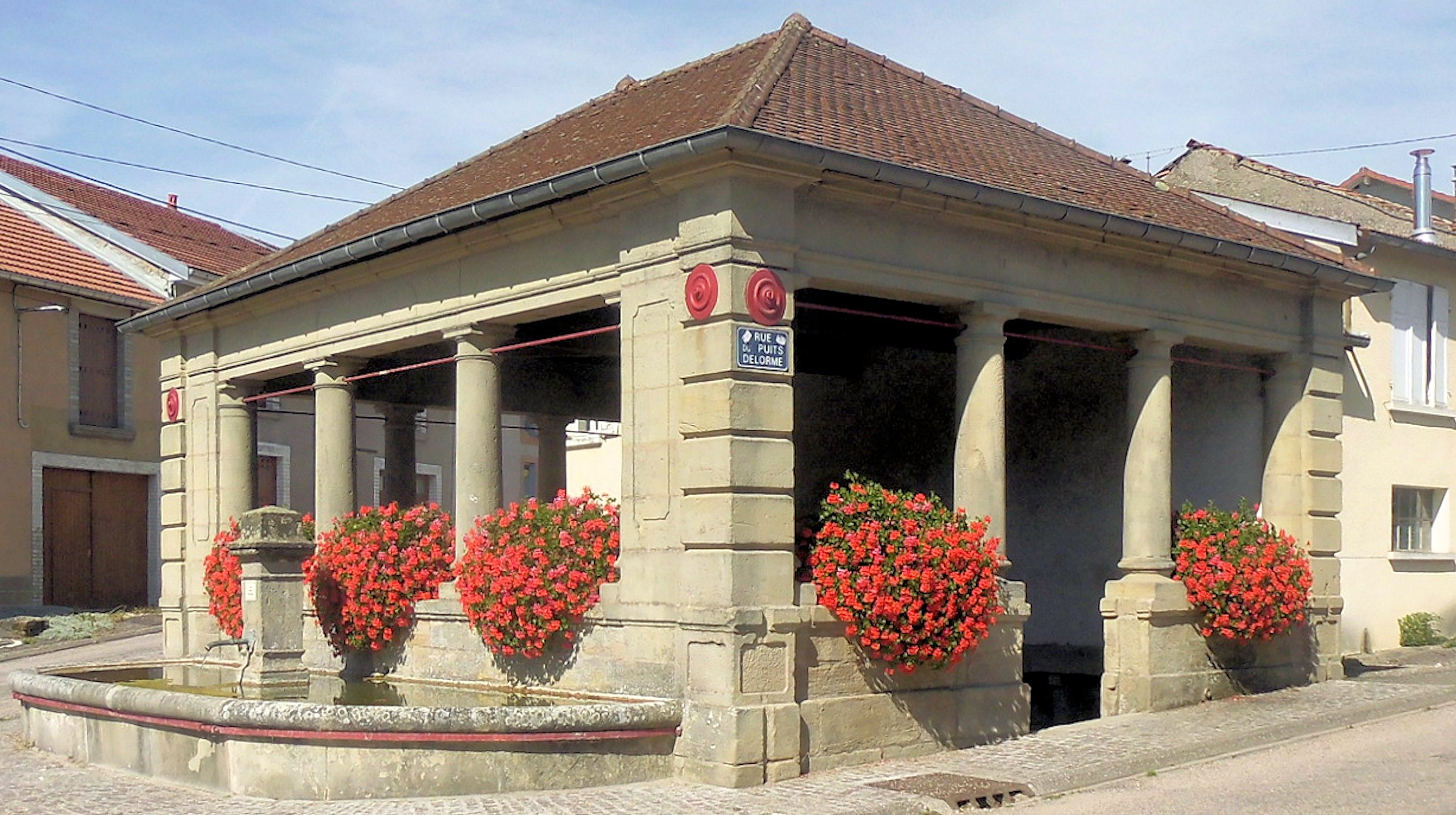
Eines der beiden Waschhäuser

## Wirtschaft und Infrastruktur
In der Gemeinde sind vier Landwirtschaftsbetriebe ansässig (Saatgutbetrieb, Zucht von Rindern, Ziegen und Schafen).
Villotte ist durch Nebenstraßen mit seinen Nachbargemeinden verbunden. Nahe Robécourt, zehn Kilometer nordwestlich von Villotte, besteht ein Anschluss an die Autoroute A 31 von Nancy nach Langres. Der nur einen Kilometer von Villotte entfernte Bahnhof Lamarche liegt an der Bahnstrecke Merrey–Hymont-Mattaincourt.

## Belege
1. ↑  Kirche Villotte auf fondation-patrimoine.org. Archiviert vom Original (nicht mehr online verfügbar) am 4. März 2016; abgerufen am 8. Januar 2015 (französisch).
2. ↑  Villotte auf cassini.ehess
3. ↑  Villotte auf INSEE
4. ↑  Landwirtschaftsbetriebe auf annuaire-mairie.fr (französisch)